# Olympisches Dorf (Barcelona)

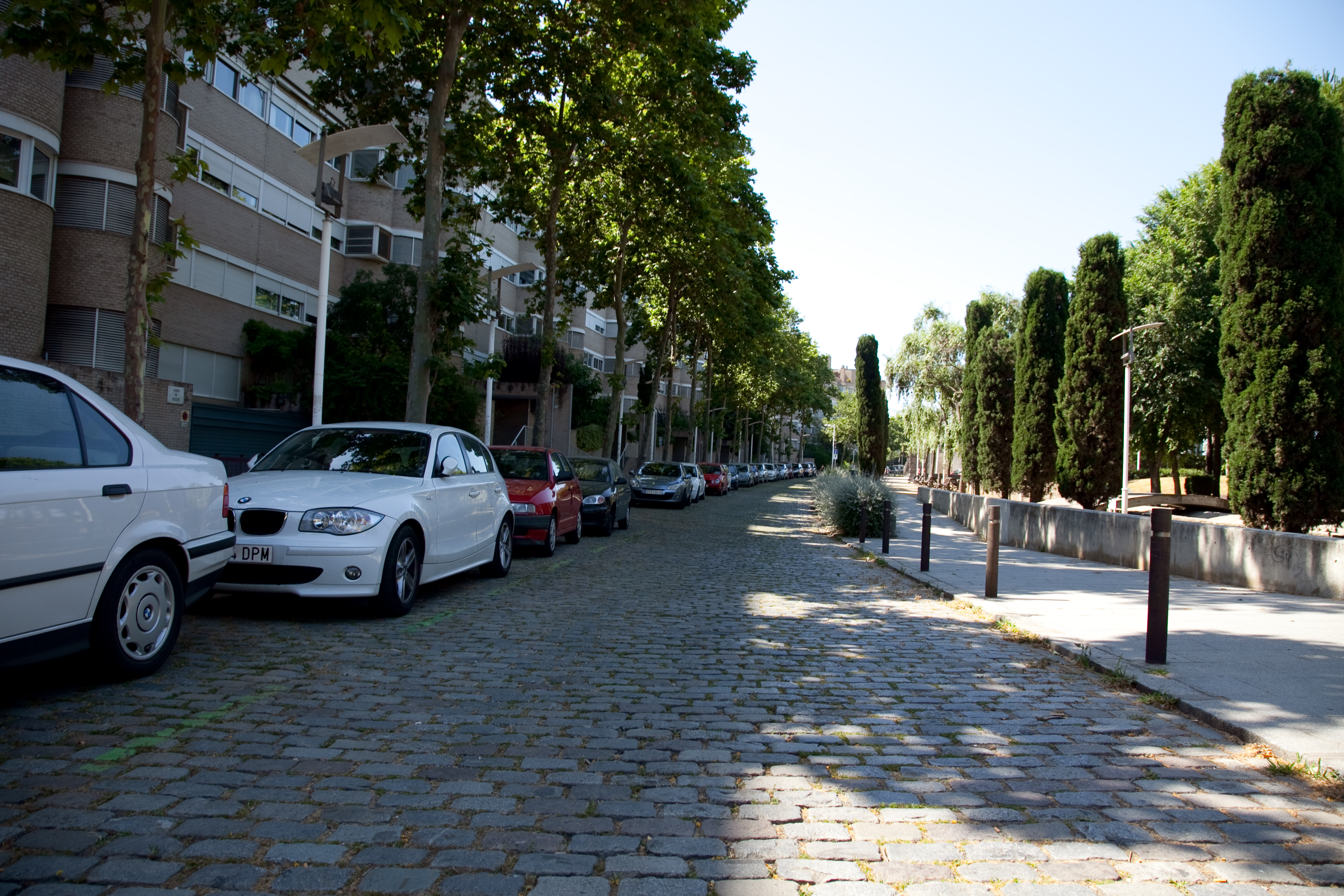
Straße im olympischen Dorf (2009)

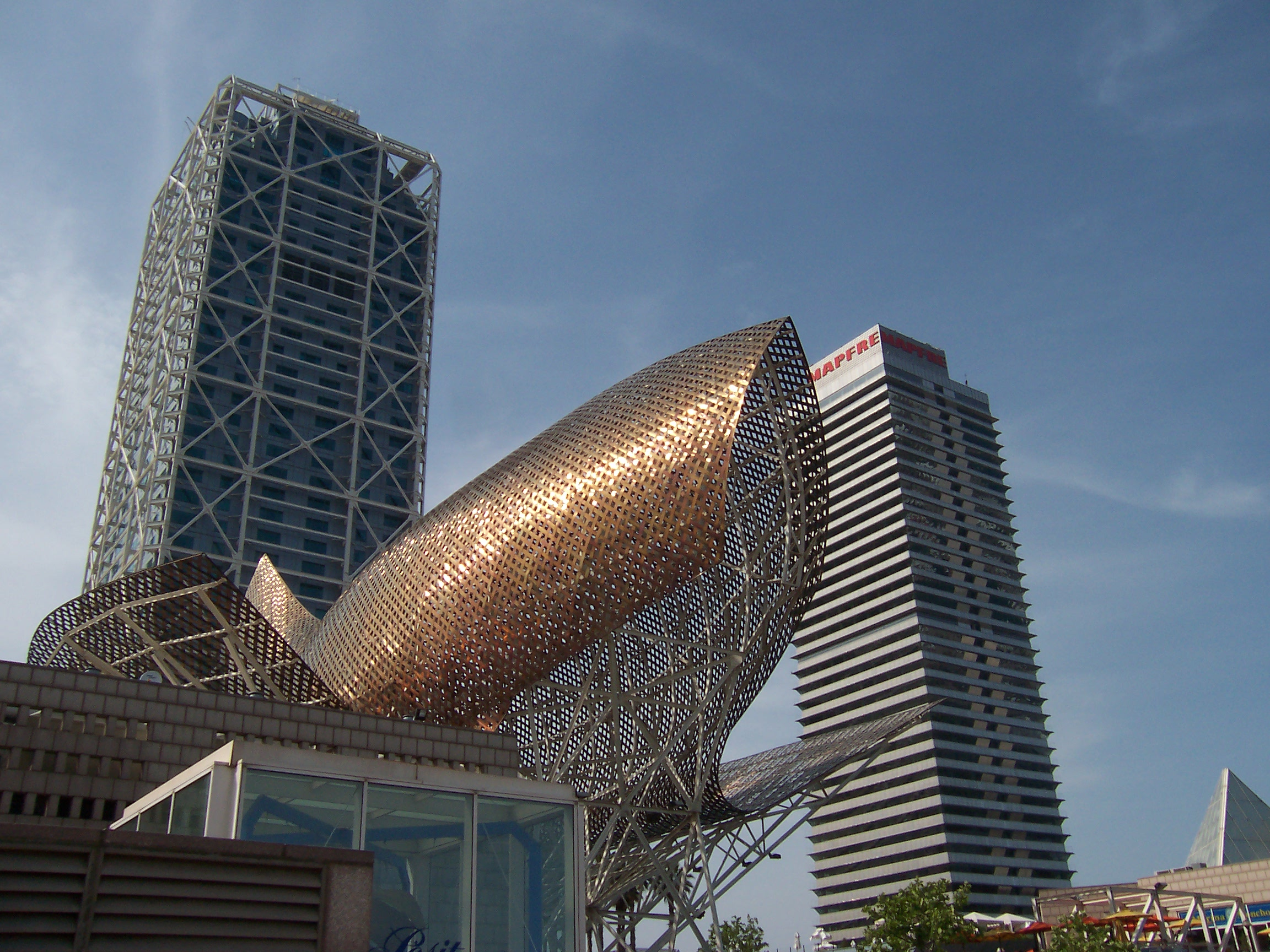
Skulptur von Frank Gehry am Hafen vor Hochhäusern des Dorfes

Das olympische Dorf (auf Katalanisch Vila Olímpica) der Olympischen Sommerspiele 1992 in Barcelona verteilte sich auf fünf unterschiedliche Standorte. Der bedeutendste, Poblenou Village, resultierte in einem neuen Stadtteil an der Seefront, wo ursprünglich Hafen- und Industriezone dominierten.
Die beiden olympischen Dörfer La Seu d’Urgell Village mit einer Kapazität von 300 Plätzen für die Kanudisziplinen und Banyoles Village mit 1012 Plätzen für die Ruderwettbewerbe lagen mehr als 100 Kilometer vom Stadtzentrum entfernt. Darüber hinaus gab es je ein olympisches Dorf für Schiedsrichter (Parc de Mar Village) und eines für weitere Funktionäre (Vall d’Hebron Village).
Bereits 1990, also noch vor den Olympischen Spielen, wurde ein großer Teil der 2048 für die Athleten im Poblenou Village entstandenen Appartements zum Verkauf angeboten. Bis 1992 wurden davon 60 % verkauft, welche bereits zu Beginn des Jahres 1993 von den neuen Besitzern bezogen werden konnten. Ein spezielles Programm zur Förderung der sozialen Durchmischung stellte sicher, dass eine überdurchschnittliche Anzahl an Wohnungen an Behinderte oder Familien verkauft wurde. Das ehemalige olympische Dorf dient heute über 5000 Bewohnern als neue Unterkunft. Darüber hinaus wird ein Teil der Gebäude als Bürogebäude genutzt.
| Fläche            | 72 ha                    |
| Kapazität         | 14.000 Personen          |
| Baukosten         | 850 Mio. US-Dollar       |
| Vorherige Nutzung | Hafen- und Industriezone |
| Nachnutzung       | Wohnkomplex, Bürogebäude |